# Хайнсдорф-им-Шварцауталь
Хайнсдорф-им-Шварцауталь (нем. Hainsdorf im Schwarzautal) — коммуна (нем. Gemeinde) в Австрии, в федеральной земле Штирия. 
Входит в состав округа Лайбниц.  Население составляет 299 человек (на 31 декабря 2005 года). Занимает площадь 7,00 км². Официальный код  —  61014.

## Политическая ситуация
Бургомистр коммуны — Карл Тацль (АНП) по результатам выборов 2005 года.
Совет представителей коммуны (нем. Gemeinderat) состоит из 9 мест.
- АНП занимает 9 мест.